# Regnitzlosau
Regnitzlosau är en kommun och ort i Landkreis Hof i Regierungsbezirk Oberfranken i förbundslandet Bayern i Tyskland vid floden Regnitz. Regnitzlosau har cirka 2 200 invånare.